# مغالطه خلط علت و دلیل
مغالطه خلط علت و دلیل یا مغالطه خلط مقام ثبوت و اثبات مغالطه‌ای غیرصوری است که در آن گوینده علت چیزی را به‌جای دلیل آن به‌کار بگیرد. تفاوت علت و دلیل عبارت است از:
علتهمواره در برابر معلول قرار می‌گیرد و دربارهٔ پدیده‌های عالم خارج به‌کار می‌رود؛ مثلاً «علت دود، وجود آتش است.»
دلیلدربارهٔ مفاهیم ذهنی انسان به‌کار می‌رود چگونگی علم فرد و در آن رابطه دلالت بین دال و مدلول برقرار می‌شود. برای مثال «به‌دلیل وجود دود می‌توانیم به وجود آتش پی ببریم.»
مغالطه خلط علت و دلیل وقتی اتفاق می‌افتد که هر یک از این دو به جای دیگری به کار گرفته شود. برای مثال:
به علت اینکه همه ما میل به خودنمایی را در خود احساس کرده‌ایم، در می‌یابیم که این میل در انسان‌ها امری ذاتی است.
این مغالطه در مباحث فلسفی به نام خلط مقام ثبوت و مقام اثبات شناخته می‌شود. مقام ثبوت همان جنبه وجود پدیده‌ها در عالم خارج است، مانند رابطه علّی پدیده‌ها و مقام اثبات جنبه ذهنی و روابط میان مفاهیم گزاره است؛ مانند رابطه مقدمات و نتیجه یک استدلال.